# Canada aux Jeux olympiques d'été de 1964
L'équipe olympique du Canada participe aux Jeux olympiques d'été de 1964 à Tokyo. Elle y remporte quatre médailles : une en or, deux en argent et une en bronze, se situant à la 22e place des nations au tableau des médailles. L'athlète Gilmour Boa est le porte-drapeau d'une délégation canadienne comptant 115 sportifs (95 hommes et 20 femmes).